# Luis Valenzuela Toledo
Luis Gabriel Valenzuela Toledo (Santiago del Cile, 22 febbraio 1988) è un calciatore cileno, centrocampista del Santiago Wanderers.